# Politique simultanée
La politique simultanée est une doctrine politique qui préconise de rendre plus pacifiques et respectueuses de l'environnement la plupart des décisions des nations du monde, par proposition de traités à application différée.

## Principes
Le principe est de proposer un traité auquel chaque État semble apporter son soutien de principe, mais que personne ne se hasarderait à signer et appliquer seul, eu égard aux risques de perte de position dans le concert des nations (on pense en particulier aux traités de désarmement, de décroissance soutenable, etc).
Chaque nation signe alors un accord de principe sur le traité proposé, avec prise d'effet à la date où un groupe suffisant, parfois prédéfini, de nations aura signé également l'accord de principe. À ce moment, le traité est appliqué simultanément par toutes les nations signataires, d'où le nom de « politique simultanée ».

## Histoire
Les principes de cette politique ont été initiés par John M. F. D. Bunzl qui a également créé l'Organisation Internationale de Politique Simultanée afin d'en faire la promotion.